# 保羅·皮帕
保羅·皮帕（羅馬尼亞語：Paul Papp；1989年11月11日—）是一位羅馬尼亞足球運動員。在場上的位置是後衛。他現在效力於羅馬尼亞足球甲級聯賽球隊卡拉奧華大學體育會。他也代表羅馬尼亞國家足球隊參賽。